# Horst Wackerbarth

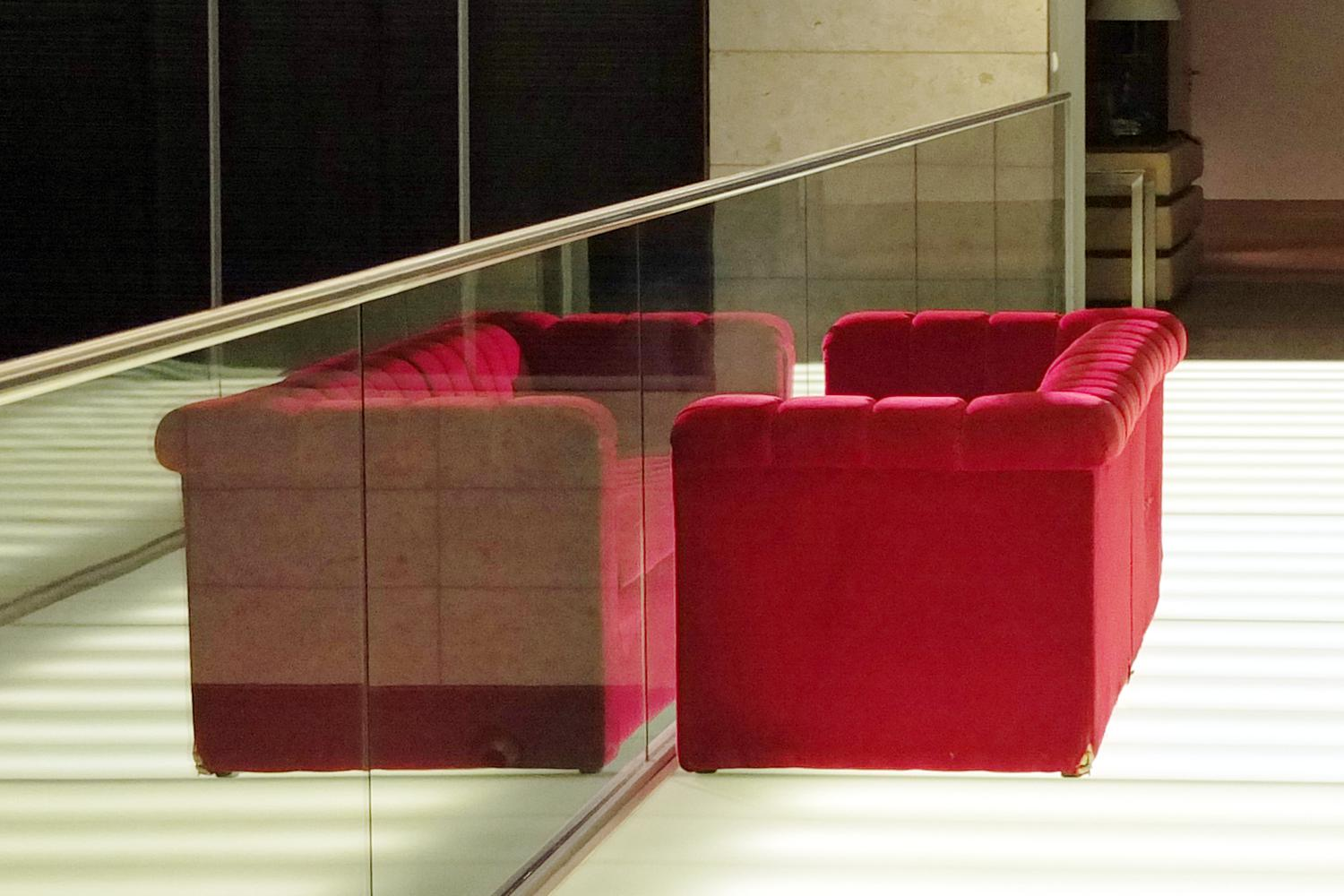
Die „Rote Couch“ von Horst Wackerbarth, 2014

Horst Wackerbarth (* 4. Juli 1950 in Fritzlar) ist ein deutscher Foto- und Videokünstler. Sein Werk mit der Roten Couch wurde zum Zentrum seines Schaffens und entwickelte sich zu einem weltweit bekannten Markenzeichen.

## Leben und Wirken
Wackerbarth wuchs in Nordhessen auf, absolvierte eine Buchhändlerlehre, die er jedoch nicht abschloss, und studierte Photographie an der Hochschule für bildende Künste Kassel. Schon früh zeigte sich sein Anspruch, Kunst als Mittel des gesellschaftlichen Dialogs zu nutzen. Im Juni 1976 war er Mitbegründer der alternativen "Stattzeitung für Kassel und Umgebung". Im gleichen Jahr gab er die Publikation "Kunst und Medien: Materialien zur Documenta 6", heraus, ein alternativen Ausstellungs-Katalog zur Documenta.
Seit 1978 ist Wackerbarth als freischaffender Fotograf tätig. Seine Arbeit umfasst Medien-, Porträt- und Modefotografie. Er realisierte mehrfach preisgekrönte nationale und internationale Werbekampagnen. Ab 1995 widmete er sich verstärkt künstlerischen und dokumentarischen Projekten. Seit 1984 lebt und arbeitet er in Düsseldorf.

## Die Rote Couch
1979 begann Wackerbarth gemeinsam mit dem amerikanischen Künstler Kevin Clarke das Projekt "Die Rote Couch". Ziel war ein subjektives Porträt der USA zu erstellen, indem Menschen aus verschiedenen Bereichen der Gesellschaft in ihrem Lebensumfeld auf einer roten Couch fotografiert wurden.
Anfangs gemeinsam, reisten Wackerbarth und Clarke ab 1980 unabhängig voneinander durch die USA, um ihre Motive anzufertigen. 1981 wurde das Projekt erstmals in einer gemeinsamen Ausstellung in New York City vorgestellt. 1983 folgte die Veröffentlichung des Bildbands "The Red Couch – A Portrait of America". In den darauffolgenden Jahren führte Wackerbarth das Projekt eigenständig weiter.
Der Journalist Freddy Langer bezeichnet Wackerbarths Red Couch Project als "Schlüsselwerk der Porträtkunst".
Bis heute hat Wackerbarth über 1.200 Menschen aus verschiedensten Kulturkreisen, 43 Ländern und 4 Kontinenten auf der Roten Couch portraitiert.
Von Beginn an steht das Werk für größtmögliche Diversität: Menschen aller Altersgruppen, sozialer Hintergründe, Berufe und Identitäten nahmen ohne jeden Unterschied auf der Roten Couch Platz. Darunter Prominente und Unbekannte, Nobelpreisträger und Analphabeten, Behinderte und Nichtbehinderte sowie Vertreter verschiedenster Ethnien, Hautfarben, Religionen und Geschlechter.
Wackerbarths Vision ist es, eine umfassende "Galerie der Menschheit" für zukünftige Generationen zu schaffen. Im Geiste von soziokulturellen Projekten wie "The North American Indian" von Edward S. Curtis oder "Menschen des 20. Jahrhunderts" von August Sander soll eine repräsentative Auswahl der Menschheit des 20. und 21. Jahrhunderts auf der Roten Couch festgehalten werden.
Die Rote Couch gilt als ein Ready-made im Sinne Marcel Duchamps.
Im Laufe der Jahre gingen drei Exemplare der Couch verloren:
- eines fiel während eines Schiffsmanövers in den Pazifik,
- eines verbrannte bei Aufnahmen mit Feuerwehrmännern,
- eines wurde von Mitarbeitern eines Museums irrtümlich als Sperrmüll entsorgt.

Die aktuelle Couch ist seit 1996 im Einsatz, wurde mehrfach neu bezogen und zweimal restauriert, nachdem sie von Löwen und Eisbären beschädigt worden war.
Wackerbarths Arbeiten mit der Roten Couch wurden weltweit in mehr als 50 Einzelausstellungen in Museen und Galerien gezeigt und sind in international bedeutenden Sammlungen zeitgenössischer Kunst vertreten.

## Erweiterung des Schaffens
In den 1990er Jahren erweiterte Wackerbarth seine konzeptionelle Fotokunst auf Film und Fernsehen. Zwischen 1990 und 1994 entstanden 21 Folgen der TV-Serie "Rote-Couch-Geschichten", die auf ZDF, 3sat und Arte ausgestrahlt wurden und ein breites Publikum erreichten.
Ebenfalls seit den 1990er Jahren stellt Wackerbarth jedem portraitierten Menschen zusätzlich zwölf universelle Lebensfragen zu Themen wie Glück, Tod, Angst und Hoffnung und zeichnet die Antworten videografisch auf.
1998 startete er mit "Gallery of Mankind – Europe" das europäische Pendant zu seinem Amerika-Projekt. Die „Galerie der Menschheit“ wurde fortan zu einer Gesamtüberschrift für sein Werk.
Anlässlich des 70-jährigen Gründungsjubiläums des Landes Nordrhein-Westfalen im Jahr 2016 wurde Wackerbarth zuvor damit beauftragt ein fotografisches „Portrait“ des Bundeslandes anzufertigen. In nahezu 100 Motiven stellt Wackerbarth landestypische Themen, Menschen und Orte, aber auch die Besonderheiten und Eigenarten in NRW vor. Dafür reiste er mehr als 2 Jahre lang durch alle Regionen des Bundeslandes.

## Rechtsstreit um Urheberrecht und Ideendiebstahl
Wackerbarth war mehrfach mit juristischen Auseinandersetzungen um den Schutz seines künstlerischen Konzepts konfrontiert.
1997 klagte Wackerbarth gegen die Werbeagentur Grey und British American Tobacco, nachdem die Agentur Wackerbarths Konzept nach einer Ideenpräsentation ablehnte und wenige Monate später eine nahezu identische Werbekampagne umsetzte. Er mobilisierte daraufhin die Kreativbranche mit einer Aktion gegen Ideendiebstahl und forderte die Schaffung eines Ehrenkodexes sowie eines vorgerichtlichen Schiedsgerichts für kreative Berufe. Die Initiative scheiterte letztlich, fand aber breite mediale Aufmerksamkeit.
2013 klagte Wackerbarth gegen die Stadtwerke Bonn, in deren Werbekampagne mit einer blauen Couch er eine unzulässige Nachahmung seines Red Couch Projects sah. Nachdem er zunächst mit einer Klage wegen Wettbewerbsrechts scheiterte, strengte er ein weiteres Verfahren wegen Urheberrechtsverletzung an. 2014 einigte er sich mit den Stadtwerken Bonn auf einen Vergleich.

## Paradies Jetzt und Kontroverse
1992 begann Wackerbarth mit der Serie „Paradies Jetzt“, in der er religiöse Symbolik mit zeitgenössischen Themen verband. Bundesweites Aufsehen erregte 1993 sein "Weibliches Abendmahl", das als Werbeanzeige für ein Modeunternehmen genutzt wurde. Die Inszenierung, die sich an Leonardo da Vincis "Das Abendmahl" anlehnt, zeigt eine zentrale männliche Figur umgeben von zwölf Frauen, alle in blauen Jeans und barbusig. Eine weitere Variante zeigt die gleiche Konstellation mit umgekehrten Geschlechterrollen. Die Arbeiten sind untertitelt mit: "Wir wünschen mit Jesus, dass die Frauen die Männer respektieren lernen." beziehungsweise: "Wir wünschen mit Jesus, dass die Männer die Frauen respektieren lernen." Die Zentrale zur Bekämpfung unlauteren Wettbewerbs stellte einen Antrag auf Verbot wegen der Nutzung biblischer Sujets zu Werbezwecken, blieb damit jedoch erfolglos.

## Sonstige Aktivitäten
Horst Wackerbarth ist Mitglied in der Deutschen Gesellschaft für Photographie.
1990 rief er die Akademie für Bildsprache ins Leben, ein Forum für Fotografie, visuelle Trends und Magazinästhetik. Kurz darauf kam Peter Wippermann hinzu, mit dem Wackerbarth gemeinsam die LeadAwards initiierte, einen renommierten deutschen Preise für Print- und Onlinejournalismus.
Wackerbarth ist zudem Gründer von Copyright + Mediation, einer Schlichtungsstelle für Urheberrechtsfragen, die mit der Weltorganisation für geistiges Eigentum in Genf kooperiert.
Neben seiner künstlerischen Arbeit engagiert sich Wackerbarth auch sozial. Er ist Namensgeber und Pate der Horst-Wackerbarth-Gruppe im Raphaelshaus, einem katholischen Jugendhilfezentrum in Dormagen.
Seit 2021 ist Horst Wackerbarth gemeinsam mit Michael Krisch Gründer und Vorstand des Düsseldorfer Kunstvereins Kunst und Haltung e.V. Der Verein setzt sich für gesellschaftlich relevante Kunst ein und thematisiert Aspekte, die im etablierten Kunstbetrieb oft wenig Beachtung finden.

## Bücher (Auswahl)
- 1977: Kunst und Medien – Materialien zur Documenta 6, Kassel, ISBN 3-921768-00-4
- 1979: So lebten die alten Puppen, Frankfurt am Main, ISBN 3-8105-0815-2
- 1983: The Red Couch – A Portrait of America. (mit Kevin Clarke), New York, ISBN 978-0-912383-05-7
- 1992: mode-foto-mode, Fotografien Sibylle Bergemann und Horst Wackerbarth, Heidelberg, ISBN 3-89466-050-3
- 1995: Spitze – Luxus zwischen Tradition und Avantgarde, Heidelberg, ISBN 3-89466-134-8
- 1997: Liebe und Gesellschaft – Das Geschlecht der Musen, München, ISBN 3-7705-3245-7
- 1998: Crucifixae – Frauen am Kreuz (Jürgen Zänker), Berlin, ISBN 978-3-7861-1989-0
- 2001: Schupmann Collection – Photographie in Deutschland nach 1945, Braunschweig, ISBN 3-930292-47-5
- 2003: Die Rote Couch: ein Porträt Europas und seiner Bewohner, Hamburg, ISBN 3-570-19429-9
- 2004: Horst Wackerbarth, Düsseldorf
- 2005: Klangkörper, Heidelberg, ISBN 3-89904-178-X
- 2006: The red couch – a gallery of mankind: Goch series & Europe, America., Essen, ISBN 3-89861-711-4
- 2006: Wer fragt mich denn schon? Heimkinder auf der Roten Couch, Coesfeld, ISBN 978-3-9808898-6-5
- 2007: Zuhause in Deutschland, Heidelberg, ISBN 3-89904-260-3
- 2010: Horst Wackerbarth – Here & There, Essen, ISBN 978-3-8375-0102-5
- 2016: Horst Wackerbarth – heimat.nrw, Essen, ISBN 978-3-8375-1588-6

## Ausstellungen (Auswahl)
- 1981: Daniel Wolf Gallery, New York
- 1983: The Photographer’s Gallery, London
- 1984: International Center of Photographic Studies, Los Angeles
- 1984: Harris Gallery, Houston
- 1985: Rencontres Internationales de la Photographie, Arles
- 1986: Fotografie Forum International, Frankfurt am Main
- 1991: Museo Nazionale Alinari della Fotografia, Florenz
- 1994: Nationalmuseum (Museo de la Nación), Lima, Peru
- 1995: Museum für Kunst und Kulturgeschichte Dortmund
- 1999: Russisches Museum, St. Petersburg
- 1999: Teilnahme an der Kulturhauptstadt Europas, Weimar
- 2004: Die Rote Couch, Horst Wackerbarth, NRW-Forum, Düsseldorf
- 2005: Horst Wackerbarth: A Portrait of Europe, Europäisches Parlament, Brüssel
- 2006: Goch-Serie – Ein Porträt einer Stadt, Museum Goch
- 2007: The Red Couch, Moskauer Museum für moderne Kunst
- 2010/2011: Here & There. Horst Wackerbarth und die Rote Couch, Lehmbruck-Museum, Duisburg
- 2013: Wuhan Art Museum, Wuhan, Hubei
- 2014: Vertical Gallery V., Düsseldorf; kuratiert von Werner Lippert
- 2016: Wackerbarth:heimat.nrw, NRW-Forum, Düsseldorf
- 2019: 40 Jahre Rotes Sofa, Kunstinitiative Wurzeln und Flügel e.V., Neuss

## Sammlungen (Auswahl)
- Museum für Kunst und Gewerbe, Hamburg, Germany
- Museum für Kunst und Kulturgeschichte Dortmund, Dortmund, Germany
- Museum Goch, Goch/Niederrhein, Germany
- Collection F.C. Gundlach, Hamburg, Germany
- Collection Celina Lunsford, Frankfurt am Main, Germany
- Collection Freddy Langer, Frankfurt am Main, Germany
- Collection Schupmann, Kassel, Germany
- Manfred Heiting collection, Malibu, California, USA
- Museum of Modern Art, Houston, Texas, USA
- Mickey Rourke collection, New York, USA
- Daniel Wolf collection, New York, USA
- Christian Lacroix collection, Paris, France
- Polaroid Collection, Wien, Austria
- Collection of Sparkasse Neuss Foundation, Germany
- Collection of the Sparkasse Stormarn Foundation, Germany
- Collection of the City of Düsseldorf, Germany
- Collection of the City of Duisburg, Germany
- Collection of the Sparkasse Duisburg, Germany
- Collection Ströher, Darmstadt, Germany
- Collection Raphaelshaus, Dormagen, Germany
- Collection Wolfgang Roth, Roth Fine Art, Berlin, Germany and Miami, USA
- Collection Joachim Fischer, Kontrast Communication Services, Düsseldorf, Germany

## Auszeichnungen (Auswahl)
- 1984: Goldmedaille des Art Directors Club – für die Arbeit The Red Couch – A Portrait of America
- 1992: Finalist beim Festival Rose d’Or in Montreux (Goldene Rose)
- 2003: World Press Photo Award – für die Arbeit Die rote Couch (in der Zeitschrift Geo)